# 치수염
치수염(齒髓炎, pulpitis)은 치수 조직의 염증이다. 치수는 치아 내 혈관, 신경, 연관조직이 포함되어 있으며 치아의 피와 영양분을 제공한다. 치수염은 치아 우식증(충치)으로 인한 주로 병균 감염에 의해 발생한다. 치통의 형태로 나타난다.

## 증상
자극, 특히 뜨겁거나 차가운 자극에 대한 민감도가 증가하는 현상이 일반적인 치수염의 증상이다. 욱신거리는 통증이 오랜 시간 지속되는 일이 이 질병과 연관될 수 있다. 그러나 치수염은 통증 없이 발생될 수도 있다.
가역성 치수염은 간헐적이고 짧은 불편감을 특징으로 하는데, 이는 주로 뜨겁거나 차갑거나 단 음식에 의해 유발된다. 이러한 통증은 짧은 시간 동안 지속되며, 자극이 제거되면 곧바로 사라진다. 가역성 치수염의 경우 수면에 영향을 미치지 않으며, 일반적으로 진통제를 필요로 하지 않는다. 방사선 사진에서도 특이한 변화가 관찰되지 않는 경우가 많다. 치수생활력 검사에서 양성 반응을 보이며, 건강한 치수를 보존하는 것이 가능하다.
반면, 비가역성 치수염은 자극 없이도 지속적이고 심한 통증이 나타나는 것이 특징이다. 뜨겁거나 차가운 자극에 대해 예리한 통증이 발생하며, 통증이 오래 지속되고 자발적으로 발생하거나 다른 부위로 전달될 수도 있다. 때때로 누운 상태나 몸을 앞으로 기울일 때 통증이 심해질 수 있다. 자극이 가해진 후에도 통증이 수 분에서 수 시간 동안 지속되는 경우, 염증이 심하여 자연 치유가 불가능한 상태로 판단되며, 손상된 치수를 제거하는 것이 필요할 수 있다. 비가역성 치수염의 경우 수면 장애가 나타날 수 있으며, 일반적인 진통제를 복용해도 효과가 없는 경우가 많다.

## 병인
충치가 법랑질과 상아질을 통과하여 치수에 도달하면서 발병할 수 있으며, 반복되는 치과 수술로 인한 열 발작(thermal insult)과 같은 정신적 외상의 결과일 수 있다.
염증이 보통 세균 감염과 관련되긴 하지만, 반복되는 외상과 같은 다른 발작에 의해서, 또는 희귀한 치주염에 의한 것일 수도 있다. 침투성 충치의 경우 치수강은 더 이상 구강 환경으로부터 출입을 막지 못한다.

## 진단
치수염의 진단에는 치수 민감도 검사(pulp sensibility test)가 일반적으로사용된다. 치수 검사는 병력, 임상 검사 및 방사선 사진과 같은 특수 검사를 종합하여 진단을 내리는 데 활용된다. 치수 민감도 검사는 자극에 대한 치수의 감각 반응을 평가하는 것으로, 일반적으로 세 가지 유형이 있다.
열 검사(thermal test)는 치아의 온도를 증가시키거나 감소시켜 치수의 감각 반응을 유도하는 방법이다. 냉각 검사는 가장 일반적으로 에틸 클로라이드를 작은 탈지면 뭉치에 뿌려 치아에 적용하는 방식으로, 강한 냉각 효과를 유발한다. 이외에도 이산화탄소로 만든 인공눈이나 디클로로디플루오로메테인(DDM)과 같은 냉매도 효과적인 것으로 알려져 있다. 온열 검사는 구타페르카를 가열하여 직접 치아에 적용함으로써 열을 전달하는 방식이다.
전기 치수 검사(EPT, Electric Pulp Testing)는 100년 이상 치과 진료에서 사용되어 온 방법으로, 치수의 건강 상태 및 관련된 통증을 평가하는 데 이용된다. 이 검사는 치수 내 감각 신경을 자극하는 원리에 기반한다. 그러나 혈관 공급 상태에 대한 정보를 제공하지는 않는다. 검사 장치의 탐침(probe) 끝을 치아 표면에 직접 접촉시키고 전기 자극을 가하면, 신경막을 따라 이온 변화가 일어나고 신경에서 활동 전위가 형성된다. 전압을 점차 증가시키면서 통증 역치를 결정하며, 이 역치에 도달하면 따끔거리는 감각이 나타난다. 그러나 이 통증 역치는 개인차가 크며, 연령, 통증 인식, 치아 표면의 전도성 및 저항과 같은 다양한 요인의 영향을 받는다.
EPT를 정확히 수행하려면 적절한 적용 방법과 신중한 결과 해석, 그리고 적절한 자극이 필요하다. 검사 시 치아를 격리하고 전도성 매개체를 사용해야 한다. 또한, 에나멜과 상아질의 두께 및 치수 내 신경 섬유의 개수가 치수 검사에서 중요한 요소가 된다. 그러나 교정용 밴드가 부착된 치아나 크라운이 씌워진 치아에서는 전류가 인접 치아로 전달될 가능성이 있어, 거짓 양성(false-positive) 반응이 나타날 수 있기 때문에 EPT 사용이 제한된다. 또한, 치수 신경 섬유는 비교적 낮은 전류에서도 반응하며, 적은 수의 신경 섬유만으로도 반응이 발생할 수 있기 때문에, 치수 괴사(pulpal necrosis) 상태에서도 거짓 양성 결과가 나타날 수 있다. 게다가 치수 신경과 치주 신경의 역치가 겹칠 수 있어, 치주 신경이 반응하여 치수 감각이 있는 것처럼 오인될 가능성도 존재한다.

## 치료

### 가역적 치수염
가역적 치수염은 치수가 염증을 일으켰으나 여전히 자극에 대해 적극적으로 반응하는 상태를 의미한다. 이 상태는 치수까지 도달하지 않은 충치 병변(carious lesion)과 같은 자극 요인으로 인해 발생할 수 있다. 증상으로는 주로 뜨겁거나 차가운 음식, 단 음식, 물, 접촉 등에 의해 유발되는 일시적인 통증이나 민감성이 있다. 그러나 치수는 여전히 생존력이 있으며, 자극 요인을 제거하면 정상적인 건강한 상태로 회복될 수 있다. 일반적으로 썩은 부위를 제거하고 보철물을 삽입하면 치수의 염증이 사라진다. 그러나 치아가 심한 통증을 유발하고 충치가 심할 경우, "뜨거운 치아(hot tooth)"라고 불리기도 하는데, 이 경우 국소 마취제도 잘 듣지 않을 수 있다.

### 비가역적 치수염
비가역적 치수염은 치수가 회복 불가능한 손상을 입은 상태를 의미한다. 치수는 여전히 살아 있지만, 예를 들어 충치가 치수까지 진행되면 세균이 치수 내부로 침투하게 되고, 이로 인해 치수는 치유되지 못하고 결국 괴사에 이르게 된다.
비가역적 치수염의 증상으로는 둔한 통증, 온도 변화(특히 뜨거운 음식)에 의한 통증, 자극 제거 후에도 지속되는 통증, 자발적인 통증, 방사통(referred pain) 등이 포함될 수 있다. 일부 환자의 경우 차가운 것에 의해 오히려 통증이 완화되기도 한다. 임상적 징후로는 전기 치수 검사(EPT)에 대한 반응 감소, 열 자극에 대한 통증 반응 등이 나타날 수 있다. 하지만 오늘날 전기 치수 검사는 신뢰성이 낮아, 치수염의 가역성을 판단하는 데 자주 사용되지 않고, 대신 치아의 생존력(vitality)을 평가하는 데 활용된다.
비가역적 치수염이 발생한 치아는 자연 치유가 어렵다는 것이 일반적인 치과계의 견해이다. 하지만 모든 치과 의사가 죽은 치아를 반드시 치료해야 한다고 동의하는 것은 아니다. 통계적으로 확인된 바는 없지만, 비가역적 치수염이 발생한 후에도 증상이 없는 경우가 있을 수 있다.
일반적인 치료법으로는 근관 치료가 있으며, 이 과정에서 치수를 제거하고 구타페르카 등 치수보철물로 대체한다. 만약 근관 치료 후에도 충분한 치관 조직이 남아 있지 않아 수복이 불가능한 경우, 치아를 발치해야 할 수도 있다.